# Candelabrochaete
Candelabrochaete là một chi nấm thuộc họ Phanerochaetaceae.